# Le Retour de don Camillo
Le Retour de don Camillo is een Frans-Italiaanse film van Julien Duvivier die werd uitgebracht in 1953.
Dit vervolg op Le Petit Monde de don Camillo (1952) is eveneens gebaseerd op het werk van Giovannino Guareschi en is het tweede deel van de reeks van vijf Don Camillo-films. Wegens het overdonderende succes van het eerste deel startte regisseur Duvivier de opnames al op het einde van 1952. In 1953 was de film de succesrijkste Franse film. Hij werd in de kaartverkoop in Frankrijk slechts voorafgegaan door The Greatest Show on Earth van Cecil B. De Mille. Hij staat op de tweeëndertigste plaats van de lijst van de honderd grootste Franse filmsuccessen.

## Samenvatting
Op het einde van het eerste deel werd Don Camillo, de pastoor van Brescello, wegens zijn onstuimigheid door zijn bisschop verbannen naar een klein afgelegen bergdorp. In Brescello dreigt ondertussen de Po buiten haar oevers te treden. De communistische burgemeester Peppone doet er alles aan om komaf te maken met een rijke grootgrondbezitter die grond weigert af te staan die nodig is om een dijk te bouwen. Peppone ziet zich genoodzaakt de hulp van zijn rivaal Don Camillo in te roepen om zijn doel te bereiken ...

## Rolverdeling
| Acteur             | Personage                                     |
| ------------------ | --------------------------------------------- |
| Fernandel          | Don Camillo, de pastoor                       |
| Gino Cervi         | Giuseppe Bottazzi, 'Peppone', de burgemeester |
| Édouard Delmont    | dokter Spiletti                               |
| Paolo Stoppa       | Marchetti                                     |
| Alexandre Rignault | Francesco Gallini, 'Nero'                     |
| Thomy Bourdelle    | Cagnola                                       |
| Leda Gloria        | mevrouw Bottazzi, Peppone's vrouw             |
| Charles Vissière   | de bisschop                                   |
| Claudy Chapeland   | Beppo Bottazzi                                |
| Tony Jacquot       | Don Pietro                                    |
| Saro Urzì          | Brusco, de kapper                             |
| Lia di Leo         | de onderwijzeres                              |
| Marco Tulli        | Lo Smilzo                                     |
| Arturo Bragaglia   | de wegwerker                                  |
| Enzo Staiola       | Mario Cagnola                                 |
| Miranda Campa      | mevrouw Spiletti                              |
| Jean Debucourt     | Jezus' stem                                   |